# Waldkirch (Zwitserland)
Waldkirch is een gemeente en plaats in het Zwitserse kanton Sankt Gallen, en maakt deel uit van het district St. Gallen.
Waldkirch telt 3183 inwoners.

## Geboren
- August Egger (1875-1954), jurist en hoogleraar